# سياسة البرازيل

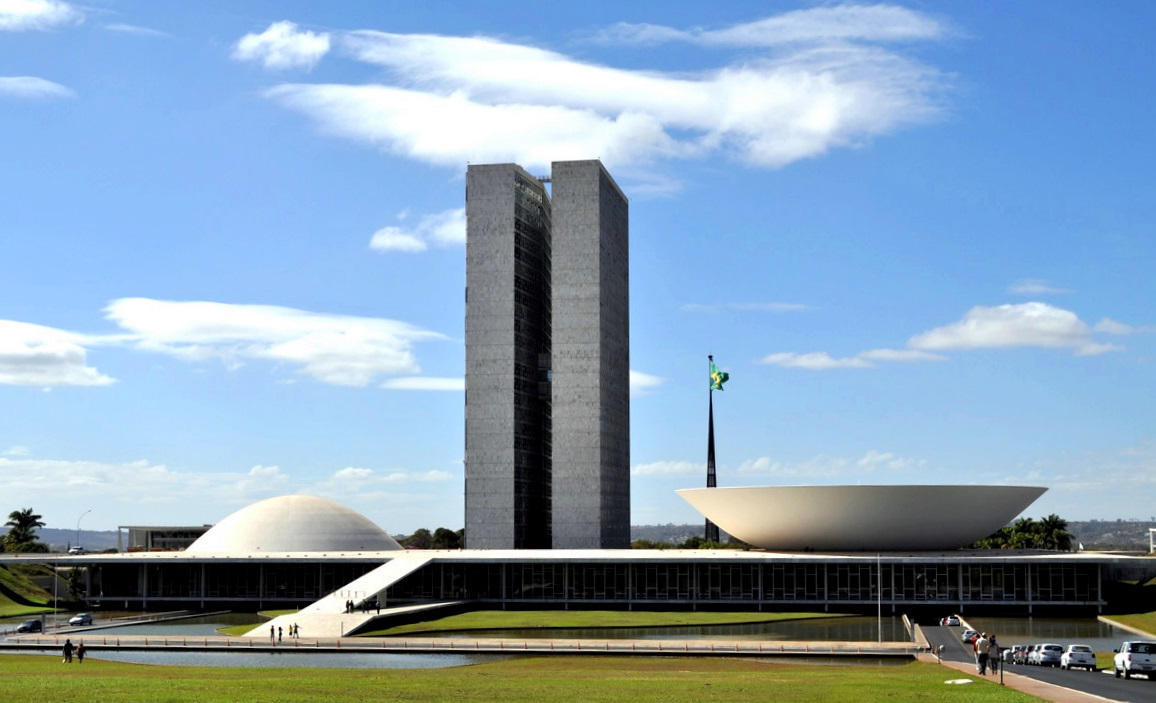

تعمل سياسة البرازيل ضمن إطار جمهوريّة ديمقراطيّة تمثيليّة رئاسيّة فيدراليّة اتحاديّة، إذ يكون الرئيس فيها رأسًا الدولة ورئيسًا للحكومة والبرازيل نظام متعدد الأحزاب. تتألف المنظومة السياسية والإدارية للبرازيل من الحكومة الفيدراليّة الاتحاديّة وستة وعشرون ولاية وقطاع فيدرالي واحد والبلديات.
تمارس الحكومة الفيدرالية السلطة على الحكومة المركزية وتنقسم إلى ثلاثة فروع مستقلة: التنفيذية والتشريعية والقضائية. يمارس الرئيس السلطة التنفيذية، بناءً على توصية من مجلس الوزراء. السلطة التشريعية منوّطة بالمجلس الوطني البرازيلي، وهو هيئة تشريعية مؤلّفة من مجلسين (ثنائية التشريع) تضم مجلس الشيوخ الفيدرالي ومجلس النوّاب. تُمارس السلطة القضائية من قبل هيئة القضاء التي تتألف من المحكمة الفيدرالية العليا ومحكمة العدل العليا والمحاكم العليا الأخرى ومجلس العدل الوطني والمحاكم الفيدرالية الإقليمية.
الولايات عبارة عن تقسيمات إدارية تتمتع بالحكم الذاتي ولها حكوماتها الخاصة، إلى جانب الوحدات الفيدرالية الأخرى، التي تشكل جمهورية البرازيل الفيدرالية. تنقسم البرازيل حاليًا سياسيًا وإداريًا إلى 27 وحدة فيدرالية، تتكون من 26 ولاية ومقاطعة فيدرالية واحدة. تُمارس السلطة التنفيذية من قبل حاكم يُنتَخب لمدة أربع سنوات. تُمارَس السلطة القضائية من قبل محاكم الدرجة الأولى والثانية التي تمارس العدالة المشتركة. كل ولاية لديها هيئة تشريعية من مجلس واحد مع النوّاب الذين يصوتون على قوانين الولاية. يحوي دستور البرازيل أيضًا عنصرين من عناصر نظام الديمقراطية المباشرة  كما ورد في المادة 14. تشرف المجالس التشريعية على أنشطة السلطة التنفيذية للولايات والبلديات.
البلديات هي وحدات فيدرالية صغيرة في جمهورية البرازيل الاتحادية. تمتلك كل بلدية حكومة محلية مستقلة ذاتياً، تضم رئيس بلدية (عمدة)، ينتخبه الشعب مباشرة لفترة ولاية مدتها أربع سنوات، وهيئة تشريعية، ينتخبها الشعب أيضًا مباشرة.
نتيجة المزيج من التمثيل النيابي النسبي (يُعتمد نظام انتخابات «الفوز للأكثر أصواتًا» لثلث مقاعد مجلس الشيوخ كل 8 سنوات ورؤساء البلديات في المدن الصغيرة والمتوسطة الحجم كل 4 سنوات)، وعدم وجود عتبة انتخابية والجوانب الثقافية لأباطرة وحكُام أمريكا اللاتينية المستبدين (بالإسبانية: كاديليلزيمو – كورولينزمو) فالسياسة الحزبية في البرازيل تميل إلى أن تكون مفتتة للغاية. صُنِّفت البرازيل من قِبل وحدة الاستخبارات الاقتصادية على أنها «ديمقراطية معيبة» في عام 2018. 

## الدستور
كان للبرازيل سبعة دساتير:
- دستور عام 1824 - أول دستور برازيلي، أصدره الإمبراطور بيدرو الأول. كان نظامًا ملكيًا وراثيًا ومركزيًا للغاية، ولا يسمح بحق الاقتراع إلا لأصحاب الممتلكات.
- دستور عام 1891 - أُعلنت الجمهورية في عام 1889، ولكن لم يصدر دستور جديد حتى عام 1891. وقد تأثر هذا الدستور الفيدرالي والديمقراطي بشدة بالنموذج الأمريكي. ومع ذلك، لم يُسمح للنساء والأميّين بالتصويت.
- دستور عام 1934 - عندما تولى جيتوليو فارغاس السلطة عام 1930، ألغى دستور عام 1891 ولم يسمح بسن دستور جديد حتى عام 1934. أجبرت الثورة الدستورية عام 1932 فارجاس على سن دستور ديمقراطي جديد يسمح بالاقتراع للمرأة. انتُخِب جيتوليو فارجاس رئيسًا غير مباشر من قبل الجمعية الدستورية لمدة أربع سنوات، ابتداءً من عام 1933.
- دستور عام 1937 – قمع جيتوليو فارجاس الانتفاضة الشيوعية في عام 1935 وبعد ذلك بعامين (10 نوفمبر 1937) استخدمها كذريعة لإقامة حكم استبدادي. وضع دستور نقابوي دُعيَ باسم الدستور البولندي (لأنه حسبما قيل أنه استُوحيَ من الدستور البولندي)، كتبه فرانسيسكو كامبوس.
- دستور عام 1946 - في أكتوبر من عام 1945، مع انتهاء الحرب العالمية الثانية، أطاح انقلاب مدني - عسكري بالديكتاتور جيتوليو فارجاس، وقامت إحدى الجمعيات بكتابة دستور ديمقراطي.
- دستور عام 1967 - بعد انقلاب عام 1964 ضد جواو غولار، أقرت الديكتاتورية العسكرية القوانين المؤسساتية، وهي قانون فوق دستوري. إذ أدرج هذا الدستور غير الديمقراطي بكل بساطة هذه القوانين.
- دستور عام 1988 - تُوِّجت عملية إعادة ترسيخ الديمقراطية التقدمية بالدستور الحالي. إذ يعتبر ديمقراطي للغاية وأكثر توسعية من الدستور العادي - إذ كُتِبت العديد من قوانين البلدان الأخرى التشريعية ضمن هذا الدستور، مثل الضمان الاجتماعي والضرائب.

## الأحزاب السياسية والانتخابات
حسب عالم الاجتماع مارسيلو ريدينتي، فإن السياسة البرازيلية منقسمة بين الليبراليين المؤمنين بالدولية (الأمميين) والقوميين المؤمنين بسلطة الدولة (الدولانيين). تتكون المجموعة الأولى من سياسيين يجادلون بأن فكرة تدويل الاقتصاد ضرورية لتنمية البلاد، بينما تدعم الأخيرة نظام الدولة المتدخلة وحماية مؤسسات الدولة. وفقا لريدينتي، الذي يستشهد بإدارة فيرناندو أنريك كاردوسو كمثال على المجموعة الأولى وإدارة لويس إيناسيو لولا دا سيلفا كمثال على المجموعة الثانية، «النظام لدينا يعمل بشكل دوري».
يميل حزب عمال لولا إلى الجانب القومي الدولاني، على الرغم من وجود سلطات خصخصة داخل حزبه وحكومته، في حين يميل حزب كاردوسو الاجتماعي الديمقراطي إلى تفضيل جانب السوق الدولية الخاصة من خلال اتخاذ سياسات نيوليبرالية. يقارن لولا نفسه مع جيتيليو فارغاس وجوسيلينو كوبيتشيك وجواو غولار، الرؤساء الذين يُعتبرون قوميين دولانيين. اعتبارًا من مايو 2017، انتمى نحو 16,668,589 برازيلي إلى واحد من الأحزاب السياسية. أكبر الأحزاب هي حزب الحركة الديمقراطية البرازيلية (الذي يمثل 14.4% من الناخبين المنتسبين)، وحزب العمال (9.5% من الناخبين المنتسبين)، والحزب الديمقراطي الاجتماعي البرازيلي (8.7% من الناخبين المنتسبين).

## الحكومة

### الحكومة الفيدرالية
البرازيل جمهورية دستورية رئاسية فيدرالية اتحادية، تقوم على أساس نظام ديمقراطي تمثيلي. للحكومة الفيدرالية ثلاثة فروع مستقلة: التنفيذية والتشريعية والقضائية. تُمارس السلطة التنفيذية من قبل الفروع التنفيذية، يترأسها رئيس الدولة، بناءً على توصية من مجلس الوزراء. الرئيس هو رأس الدولة ورئيس الحكومة. السلطة التشريعية منوّطة بالمجلس الوطني البرازيلي، وهو هيئة تشريعية من مجلسين تضم مجلس الشيوخ الفيدرالي ومجلس النوّاب. تُمارس السلطة القضائية من قبل هيئة القضاء التي تتألف من المحكمة الفيدرالية العليا ومحكمة العدل العليا والمحاكم العليا الأخرى ومجلس العدل الوطني والمحاكم الفيدرالية الإقليمية.